# Erigeron astranthioides
Erigeron astranthioides là một loài thực vật có hoa trong họ Cúc. Loài này được DeJong & G.L.Nesom mô tả khoa học đầu tiên năm 1982.